# ディマーロ
ディマーロ（イタリア語: Dimaro）は、イタリア共和国トレンティーノ＝アルト・アディジェ州トレント自治県ディマーロ・フォルガリダにある分離集落（フラツィオーネ）。
かつては独立の自治体（コムーネ）であったが、2016年1月1日に近隣のモンクラッシコと合併し、新自治体の一部となった。

## 地理

### 位置・広がり

#### 隣接コムーネ
コムーネとしてのディマーロは、以下のコムーネと隣接していた。
- マレ
- クレス
- コンメッツァドゥーラ
- モンクラッシコ
- トゥエンノ
- ピンツォーロ
- ラーゴリ

## 住民

### 言語
| 少数言語話者の割合（2011年） | 少数言語話者の割合（2011年） | 少数言語話者の割合（2011年） | 少数言語話者の割合（2011年） | 少数言語話者の割合（2011年） |
| ---------------------------- | ---------------------------- | ---------------------------- | ---------------------------- | ---------------------------- |
|                              |                              |                              |                              |                              |
| ラディン語                   | ラディン語                   |                              | 2.5%                         | 2.5%                         |
| モケーニ語                   | モケーニ語                   |                              | 0.0%                         | 0.0%                         |
| チンブロ語                   | チンブロ語                   |                              | 0.0%                         | 0.0%                         |

2011年10月9日に行われた国勢調査によれば、住民1257人中32人（2.5%）がラディン語話者であった。

## 姉妹都市
- ウンターディーセン、ドイツ 1999年